# 하영제
하영제(河榮帝, 1954년 2월 25일~)는 대한민국의 공무원 출신 정치인이다. 제21대 국회의원이다. 경남 남해 출생이다.
제21대 총선에 미래통합당 후보로 나와 더불어민주당 황인성 후보를 따돌리고 당선됐다.

## 학력
- 이동국민학교 졸업
- 이동중학교 졸업
- 경남고등학교 졸업
- 서울대학교 농과대학 학사
- 서울대학교 행정대학원 행정학 석사
- 시러큐스대학교 맥스웰행정대학원 행정학 석사
- 동국대학교 대학원 행정학 박사

## 경력
- 전국평생학습도시기관장협의회 사무총장, 부회장
- 한국정책분석평가학회 회원
- 경상대학교행정대학원 강사
- 한국문인협회 회원
- 경남문인협회 회원
- 한국국제지역사회개발학회 이사
- 진주전문대학 겸임교수
- 남해전문대학 겸임교수
- 경상남도 시장군수협의회 부회장
- 농어업농어촌특별위원회 복합생활공간조성 자문위원
- 생명가치실천연합 이사
- 1979: 제23회 행정고시 합격
- 1980. 11.~1985. 5. 산림청 유통개발계장
- 1987. 1.~1989. 6. 내무부 행정관리계장
- 1991. 1.~1994. 2. 내무부 교부세총괄계, 여론관리계, 행정계 계장
- 1994. 7.~1994. 12. 경상남도 거창군 군수
- 1995. 1.~1995. 6. 내무부 이북5도위원회 사무국 국장
- 1995. 6.~1997. 1. 청와대 민정수석비서관실 행정관
- 1997. 1.~1998. 3. 행정자치부 기획예산담당관
- 1998. 3.~1998. 11. 행정자치부 민간협력과장, 교부세과 과장
- 1999. 7.~2002. 2. 경상남도 진주시 부시장
- 2002. 7.~2007. 12. 경상남도 남해군 군수
- 2008. 3.~2009. 1. 제27대 산림청 청장
- 2009. 1.~2010. 8. 제49대 농림수산식품부 제2차관
- 2010. 11.~2011. 10. 제15대 농수산물유통공사 사장
- 2018. 자유한국당 경상남도지사 예비후보
- 2020. 6. 미래통합당 경남도당 사천시·남해군·하동군 당협위원장
- 2020. 9. 국민의힘 호남 동행 국회의원 발대식 명예의원(전라남도 여수시)
- 2020. 9. 국민의힘 국민통합위원회 위원
- 2020. 9.~2023. 5. 국민의힘 경남도당 사천시·남해군·하동군 당협위원장
- 2020. 10. 국민의힘 수해대책특별위원회 위원장
- 2021. 7. 국민의힘 정책조정위원회 제2정조부위원장
- 2021. 8.~2021. 11. 국민의힘 홍준표 제20대 대통령 선거 예비후보 jp희망캠프 비서실장 겸 경상남도 선대위원장
- 2021. 12.~2022. 1. 국민의힘 선거대책위원회 직능총괄본부 농어민지원본부장
- 2021. 12. 국민의힘 지역균형발전특별위원회 위원
- 2021. 12.~2022. 3. 국민의힘 경남을 살리는 선거대책위원회 선거대책위원장단 공동선거대책위원장
- 2022. 1.~2022. 3. 국민의힘 제20대 대통령 선거 선거대책본부 직능본부 농어민지원본부장
- 2022. 3.~2022. 5. 제20대 대통령직인수위원회 지역균형발전특별위원회 위원

### 의정 활동
- 2020년 5월 30일~2024년 5월 29일: 제21대 국회의원 (경남 사천시·남해군·하동군, 미래통합당→국민의힘→무소속, 초선)
  - 2020. 7.~2022. 5. 제21대 국회 전반기 국토교통위원회 위원
  - 2020. 7.~2024. 5. 국가재조포럼 구성의원
  - 2020. 7.~2024. 5. 한중차세대리더포럼 구성의원
  - 2022. 7.~2024. 5. 제21대 국회 후반기 과학기술정보통신위원회 위원
    - 제21대 국회 후반기 과학기술정보방송통신위원회 과학기술원자력법안심사소위원회 위원
    - 제21대 국회 후반기 과학기술정보방송통신위원회 예산결산심사소위원회 위원

## 수상
- 1986년: 국무총리 표창
- 1993년: 대통령 표창
- 1997년: 근정포장
- 2004년: 한국부패학회 반부패청렴대상 공직부문
- 2007년: 오늘의 한국을 빛낸 경영인대상 지방자치부문

## 같이 보기
- 대한민국 제21대 국회의원 목록 (지역구별)

## 역대 선거 결과
|  | 54.09% |

|  | 55.67% |

|  | 59.59% |

| 전임 김두관 (권한대행)구도권 | 제40·41대 경상남도 남해군수 2002년 7월 1일~2007년 12월 6일 | 후임 (권한대행)김일주 (권한대행)한동환 (재보궐)정현태 |

| 전임 서승진 | 제25대 산림청장 2008년 3월 8일~2009년 1월 22일 | 후임 정광수 |

| 전임 박덕배 | 제2대 농림수산식품부 제2차관 2009년 1월 23일~2010년 8월 16일 | 후임 정승 |

| 전임 윤장배 | 제15대 농수산물유통공사 사장 2010년 11월 8일~2011년 9월 2일 | 후임 김재수 |